# Xirvanxah
Xirvanxah era el sobirà de Xirvan. Per la seva història anterior al domini musulmà vegeu Albània del Caucas, Aghuània i dinastia Mihrànida

## Dinastia yazídida
Sota el califa Uthman el Xirvanxah, el layzanxah i altres prínceps del Caucas, així com el governador persa de Derbent, es van sotmetre a Abd-ar-Rahman ibn Rabia al-Bahilí i al seu germà Salman ibn Rabia al-Bahili (642). Yazid ibn Usayd al-Sulami, governador de la Pèrsia nord-occidental per compte del califa, va prendre possessió dels pous de nafta i de les salines (mallaha) de la regió. En aquell temps la capital era Shabaran, al nord dels contraforts orientals de la cadena del Caucas, orientada cap a la part oriental del país.
Als anys finals del segle viii va pujar al poder una dinastia àrab de xirvanxahs: els yazídides, fundada per Yazid ibn Mazyad al-Shaybani, general del califa, cap de la tribu Banu Xayban, mort el 801. Havia estat nomenar governador d'Armènia, Arran i Azerbaidjan el 787 (fins al 789) i altre cop el 799, i es va destacar en la lluita contra els khàzars. Tres dels seus fills van servir com a generals del califa i van ser governadors d'Armènia i l'Azerbaidjan, igual que el net Muhammad ibn Khalid, que el 859/860 va restaurar Gandja. El seu germà al-Haitham ibn Khalid el va succeir i va poder superar els disturbis produïts a la mort del califa al-Muttawakkil, governant de manera quasi independent la regió que després va transmetre al seu fill Muhammad, mentre un germà seu, Yazid ibn Khalid governava Layzan, al nord de Xirvan; els dos portaven el títol de XirvanXah i layzanXah, i aviat es van persianitzar. Els freqüents matrimonis amb els Haiximites de Bab al-Abwad van permetre als yazídides governar aquesta comarca algunes temporades i els lligams entre les dues dinasties foren molt estretes. La capital era Shemakha que fou rebatejada Yazidiyya. Els yazídides van absorbir petits principats caucàsics al nord del riu Kura, en especial Layzan i Khursan (per això dugueren els títols de layzanxah i khursanxah).
Al segle xi la dinasta va esdevenir completament persianitzada. Els noms dels sobirans passen a ser perses i els enllaços amb les famílies locals devien estar a l'orde del dia, especialment amb els prínceps locals de Shabaran, l'antiga capital, que eren de l'alta noblesa persa. La dinastia va reclamar aleshores un fictici origen en Bahram Gur el rei sassànida (420-438) o de Khusraw Anushirwan (Còsroes I el Just, 531-579). La força dels kesrànides estava, com altres dinasties, en els seus esclaus turcs militars professionals o ghulams, ja que patien els atacs de pobles muntanyesos com els alans i els georgians. Davant dels atacs oghuz, Kubad ibn Yazid (1043-1049) va edificar una muralla de pedra amb portes de ferro a la seva capital Şamaxı (1045) i va fortificar altres viles. Fariburz ibn Sallar (1063-1094) va pagar un rescat per impedir als turcmans de Karatigin de saquejar les regions de Maskat (el nom deriva de l'antic poble dels massàgetes) i Bakú i finalment el 1067 es va sotmetre al sultà seljúcida Alp Arslan i va acordar que li pagaria un tribu anual de 70.000 dinars (després reduït a 40.000); a les monedes encunyades a Xirvan després d'aquesta any es proclama la sobirania del sultà seljúcida (les primeres que es coneixen són amb el nom de Malik Xah I, que va començar a regnar el 1072) i del califa abbàssida. La dinastia va poder sobreviure; encara que sota el sultà Mahmud II ibn Muhàmmad ibn Màlik-Xah (1118-1131) el país fou ocupat pels seljúcides quan el xirvanxah, que era probablement Manushihr II ibn Faridun (Manushihr ibn Kasran segons l'historiador Münedjim Bashi),
va reclamar justícia al sultà que havia anat al país de visita; el XirvanXah fou empresonat però no ho devia estar gaire temps; el poble, que volia lliure al seu príncep, va intentar aconseguir la seva llibertat però no ho va aconseguir, i els georgians van aprofitar el moment per envair el país (1122-1123), però foren rebutjats per Mahmud; la incursió georgiana fou terrible i és coneguda com "la devastació" (takhrib). El visir seljúcida Shams al-Mulk fou executat per orde del sultà a Baylakan, quan semble que tornava de Xirvan (maig del 1123). Ibn al-Athir no obstant diu que el sultà havia anat a Xirvan cridat per la població de Bab al-Abwad i s'havia aturat a Shemakha i estant allí es va presentar l'exèrcit georgià; però aquests es van enfrontar als seus aliats els turcs kiptxaks i es van acabar retirant. El sultà va restar un temps a Xirvan i no va tornar a Hamadan fins a l'agost del 1123.

### Llista de governants yazídides a Xirvan
- Yazid I ibn Mazyad al-ixaybani 799-801 (governador de l'Azerbaidjan, Armènia, Arran, Xirvan i Bab al-Abwab)
- No conegut 801-809
- Muhàmmad I ibn Yazid 809-813(governador de l'Azerbaidjan, Armènia, Arran, Xirvan i Bab al-Abwab)
- Un germà 813-820 (governador de l'Azerbaidjan, Armènia, Arran, ixirvan i Bab al-Abwab)
- Khalid ibn Yazid al-Djawad 820-845 (governador de l'Azerbaidjan, Armènia, Arran, ixirvan i Bab al-Abwab)
- Muhàmmad ibn Khalid 845-861 (governador de l'Azerbaidjan, Armènia, Arran, Xirvan i Bab al-Abwab)
- al-Haitham I ibn khalid 861-880 (primer xirvanxah àrab)
- Muhàmmad I ibn al-Haitham 881-912
- al-Haitham II ibn Muhàmmad 912-913
- Ali ibn al-Haytham II 913-917
- Abu-Tahir Yazid II ibn Muhmmad ibn Yazid 917-948 (va governar també a Bab al-Abwad)
- Muhàmmad II ibn Yazid 948-956
- Ahmad ibn Muhàmmad 956-981
- Muhàmmad III ibn Ahmad 981-991
- Yazid III ibn Ahmad 991-1027
- Manutxihr I ibn Yazid 1027-1034
- Abu-Mansur Ali ibn Yazid 1034-1043
- Kubad ibn Yazid 1043-1049
- Bukhtanassar Ali ibn Ahmad ibn Yazid 1049
- Sallar ibn Yazid 1049-1063
- Fariburz I ibn Sallar 1063-1094 (des de 1967 vassall seljúcida)
- Faridun I ibn Fariburz 1094-1121
- Manuixihr II ibn Fariburz 1121-?

## Dinastia kasrànida o kesrànida
A partir del segle xii la genealogia dels Xirvanxahs és un xic confosa. El nom de kasrànides o kesrànides es generalitza. Però en realitat en aquest temps els Xirvanxahs van caure sota influència de Geòrgia. Jordi III de Geòrgia amb el futur emperador Andrònic Comnè el 1173 va marxar per defensar el seu vassall Akhsitan I i recuperar Derbent, que havia caigut en mans dels kiptxaks i va reforçar el domini georgià a la zona. La residència reial es va traslladar de Şamaxı a Bakú en 1191 després de quedar destruida per un terratrèmol. En 1225 els Xirvanxahs van conquerir l'emirat de Darband. Més tard els georgians van incorporar els territoris de Shakki, Kabala i Mukan que pertanyien a Shirvan. Des de 1194 el xirvanxah ja no va reconèixer al sultà seljúcida com es veu a les monedes, però continuava proclamant la sobirania nominal del califa abbàssida.
A la primera meitat del segle xiii es produeix una situació confosa: Ibn al Athir esmenta a un sobirà de nom Rashid (el 1122); al-Nasawi esmenta a un altre de nom Faridun ibn Fariburz (1225) i al fill d'aquest Djalal al-Din Sultan Xah; però cap dels tres apareix a les monedes i en canvi si ho fa Fariburz ibn Faridun ibn Manushihr, i després Farrukhzad I ibn Manuixihr III i Kershasp o Garshasp I ibn Farrukhzad. En aquest temps va aparèixer a Shirvan el xa de Coràsmia Ala al-Din Muhammad que va exigir al xirvanxah un tribut de 100.000 dinars. El xirvanxah va al·legar que no podia pagar i que una part del país estava en mans dels georgians i finalment el pagament es va reduir a la meitat i al no poder pagar encara fou rebaixat a 30.000. Ala al-Din va expulsar del districte de Gushtaspi (a la desembocadura del Kura i de l'Aras) als funcionaris del xirvanxah i va annexionar el territori a canvi de 200.000 dinars i la cessió al príncep Djalal al-Din Sultan Xah del Mukan que el seu pare Faridun ibn Fariburz havia cedit als georgians com a dot en el matrimoni del príncep amb una princesa georgiana filla de la reina Russudan de Geòrgia (1223-1247).
Després de 1231 els Xirvanxahs van quedar subjectes als mongols i el nom del gran kan de Mongòlia apareix a les monedes; el nom del xirvanxah apareix també escrit però sense el títol. Després del 1256 la moneda va desaparèixer i el país va quedar de vegades sota domini de l'Il-kan de Pèrsia i altres sota el del kan de l'Horda d'Or, fins que els il-kànides van refermar el seu control. Caiguts els il-kànides després del 1335 els kesrànides van subsistir altre cop de manera plenament independent, i van tornar a encunyar moneda que no portava el nom de cap sobirà, però al cap d'un temps Kai-Kaus (1344-1372) es va haver de sotmetre als jalayírides (1368) i va emetre moneda en nom de Uways ibn Hasan. Mort Kay-Kaus vers 1372 o 1373, el va succeir el seu fill Hushang, que després d'un regnat de 10 anys fou assassinat pels seus súbdits i amb ell va acabar la dinastia.

## Llista de sobirans kasrànides o kesrànides a Xirvan
- Abu Muzaffar Manuixihr III ibn Faridun (o ibn Kasran) 1121-1155 (possible governant contemporani amb Faridum)
- Akhistan I (Akhsatan I) ibn Manuixihr III 1155-1171 (mort entre 1197 i 1204)
- Xahanxah ibn Manuixihr III (possible cogovernant amb Akhistan)
- Faridun II ibn Manuixihr III (possible cogovernant amb Akhistan i/o Xahanxah)
- Fariburz II ibn Faridun II (possible cogovernant amb el seu pare i/o oncles)
- Farrukhzad I ibn Manuixihr III (possible cogovernant amb Akhistan i/o Xahanxah i/o Fariburz II)
- Kerixasp o Garixasp I ibn Farrukhzad vers 1204-1225
- Akhistan o Akhsatan II ibn Fariburz III 1225-1258
- Garixasp II o Kerixasp o Guixnasp ibn Akhsatan II 1258-1281
- Farrukhzad II ibn Akhsatan II 1281-1317
- Kai-Qubadh 1317-1344
- Kai-Kaus ibn Kai-Qubadh 1344-1372
- Huixang ibn Kay-Kaus 1372-1382

## Dinastia derbèndida
Llavors el poder va passar a un parent llunyà de Derbent, Xaikh Ibrahim al-Derbendi (1382). El 1387 a Bardaa, Timur va rebre a Xaikh Ibrahim, que hi va anar a presentar personalment la seva submissió sense condicions i li va oferir diversos regals; se li va concedir el honor de baixar el tapis del tron. Era costum que quan els regals no fossin d'un objecte sinó d'un grup, aquest grup havia d'estar format per 9 objectes (per exemple hi havia paquets d'antiguitats amb 9 objectes cadascun); un regal estava format per 8 esclaus i quan Timur li va fer notar que faltava un esclau Ibrahim li va dir que el novè esclau era ell mateix, ja que s'oferia a ser l'esclau de Timur. Això va complaure molt a Timur, que el va omplir de favors, però Ibrahim va córrer un gran risc en cas de no haver satisfet a l'emperador. Entre els favors concedits fou el nomenament com a Xah de Xirwan i dependències (Xirwanxah). Shaikh Ibrahim, que havia acompanyat a Timur durant tota l'expedició de 1396, va obtenir permís per avançar-se i entrar a Xeberan (Xirvan, ciutat) on va preparar un gran banquet que va oferir a la cort. D'allí va anar a Xamaki i va acampar a la vora del riu Kur. A Xamaki, que pertanyia a Shaikh Ibrahim, aquest va donar una segona festa amb banquet. Timur li va concedir diverses vestes i objectes d'or per a ell i per membres de la dinastia de Xirwan i els seus generals i li va concedir un diploma per la possessió perpetua i hereditària de Xirwan i Xamaki; li va encarregar la vigilància de Derbent i li va demanar de comunicar qualsevol que passés en aquesta ciutat. Després d'uns dies al país va creuar el Kur i va anar a acampar a Akhtam ja a l'Azerbaidjan.
A Shaki el fill del difunt Sidi Ali Arlat, el príncep Sidi Ahmad Arlat temia que l'actitud del seu pare comportés represàlies de Timur sobre ell mateix i per això es va posar sota protecció de Shaikh Ibrahim de Shirwan i va anar a aquest regne, ja que Ibrahim gaudia de l'amistat de Timur. El xirwanshah va intercedir davant de Timur per Sidi Ahmad, que fou ben acollit i perdonat per Timur i confirmat com a príncep de Xaki (1399). En agraïment, Ibrahim va oferir un banquet magnífic. En la campanya que va seguir a Geòrgia, el hivern del 1399 al 1400, hi van participar Shaikh Ibrahim de Shirwan i Sidi Ahmad de Shaki.
Des de 1393 Xirvan va formar part del anomenat Tron d'Hulagu (Takhi-i-Hulagu) com a dependència. Va seguir depenent del govern de Tabriz quan Miran Xah en fou deposat i després quan va ser nomenat Muhammad Umar.
Es va fer independent el 1405 a la seva mort. Va donar suport al cap turcman Bistam Jagir al que, juntament amb Xaki, va ajudar a dominar Bardaa. Va estar uns mesos en guerra contra Muhammad Umar, fins que aquest va perdre el poder. Va acompanyar a Bistam a Tabriz, quan el cap turcman va ocupar la ciutat i quan la va abandonar, Xaikh Ibrahim hi va entrar, però quasi immediatament se'n va anar al Awjan i va deixar Tabriz pel sultà jalayírida Ahmad ibn Uways.
Durant el hivern de 1408 a 1409 Kara Yusuf dels kara koyunlu es va dedicar al saqueig de Xaki i Xirvan, retornant després a Tabriz A finals de novembre del 1412 Kara Yusuf va fer una incursió al Karabagh; va enviar emissaris a Xaikh Ibrahim de Xirvan per acordar la pau, però aquest havia fet aliança amb Sidi Ahmad Arlat de Xaki i amb Constantí I de Geòrgia, i la proposta de pau fou rebutjada. Kara Yusuf va travessar el riu Araxes i es van lliurar diversos combats menors fins a la decisiva batalla de Chalagan (desembre de 1412) i en els combats i la batalla es van fer presoners a Xaikh Ibrahim, el seu germà Xaikh Bahlul, el rei de Geòrgia Constantí I i el seu germanastre David. Sidi Ahmad en va sortir relativament ben lliurat i foren els georgians els que es van emportar la pitjor part en morts i Xirvan en saquejos. Kara Yusuf es va emportar un milió de caps de bestiar (dels quals dos terços van morir de fred en el trasllat) però pocs eren de Xaki. Xaikh Ibrahim va haver de comprar la llibertat seva i del seu fill. Ja no va tenir mes conflictes fins a la seva mort el 1417.
Van seguir dos regnats molt llargs, pacífics i pròspers; diverses construccions notables de Shemakha i Bakú són d'aquest temps (la capital va passar a Derbent el 1437). El cap de l'orde religioso-militar dels safàvides, Djunayd ibn Ibrahim va morir el 1460 en el curs d'una expedició a Shirvan; el seu fill Haydar ibn Djunayd va morir també el 1488 al Tabarsaran, al sud-oest de Derbent, a mans d'una coalició entre el xirvanxah Farrukhsiyar (o Farrukh Yasar) i el sultà aq qoyunlu Yakub ibn Uzun Hasan, que temia la pujada de poder dels safàvides. Quan Ismail I va sortir del seu amagatall a Lahidjan el 1499 i va començar la lluita, va reunir a 7000 sufís de les seves milícies a Erzindjan i va fer una campanya al Shirwan on va venjar la mort del seu avi i del seu pare. El 1500 Farrukhsiyar fou mort de manera violenta. El 1502 el xirvanxah es va haver de reconèixer vassall safàvida. La dinastia va restar al poder sota domini persa (1502-1516) i otomà (1516-1539). Quan Tahmasp I va recuperar el control de la zona, va liquidar la dinastia i va annexionar el país que va passar a ser província de Pèrsia. Burhan Ali Sultan ibn Khalil Allah, fill d'uns dels darrers Xirvanxahs, va intentar recuperar el país amb suport otomà, sense un èxit durador, com tampoc el va tenir un fill seu, Abu Bakr ibn Burhan Ali Sultan.

### Llista de sobirans derbèndides a Xirvan
- Xaihkh Ibrahim al-Derbendi 1382-1417
- Khalil-Allah I 1417-1465
- Farrukhsiyar I 1465-1500
- Bahram Beg 1500-1501
- Ghazi Beg 1501-1502
- Mahmud 1502
- Ibrahim II 1502-1524 (vassall safàvida)
- Khalil-Allah II 1524-1527 (vassall otomà, mort el 1535)
- Farrukhsiyar II 1527
- Khalil-Allah II (segona vegada) 1527-1535
- Xah Rukh 1535-1539